# سلام آخر
سلام آخر سومین آلبوم موسیقی احسان خواجه ‌امیری است که در سال ۱۳۸۶ توسط شرکت ایران‌گام منتشر شد.
قطعه سلام آخر طبق نظرسنجی شبکه من و تو جزء ۴۰ ترانه ماندگار تاریخ موسیقی ایران قرار گرفت.

## مشخصات
آهنگسازان: علیرضا کهن‌دیری احسان خواجه امیری پدارم کشتکار
تنظیم کننده‌ها: علیرضا کهن‌دیری احسان خواجه امیری پدارم کشتکار
ترانه‌سرا، اهورا ایمان
نوازنده‌ها: امید حجت (گیتار الکتریک و گیتار اسپانیش)، ایمان حجت (گیتار اسپانیش)، بابک ریاحی‌پور و کامران مجرد (گیتار بیس)، میثم مروستی و علی جعفری و مازیار ظهیرالدینی و عماد نکوئی (ویولن)، پرویز وزیری (فلوت)، میثم مروستی (سه تار و باقلاما)، علی ثابت و پدرام کشتکار و احسان خواجه امیری (کیبورد) مهران سراجیان فلوت
صدابرداری و میکس: احسان خواجه امیری
مسترینگ: ایمان حجت

## ترانه‌ها
| شماره      | نام               | سراینده       | آهنگساز          | تنظیم            | مدت   |
| ---------- | ----------------- | ------------- | ---------------- | ---------------- | ----- |
| ۱.         | «خیال»            | اهورا ایمان   | احسان خواجه‌امیری | احسان خواجه‌امیری | ۳:۴۵  |
| ۲.         | «سایه به سایه»    | اهورا ایمان   | پدرام کشتکار     | پدرام کشتکار     | ۳:۲۸  |
| ۳.         | «باران که می‌بارد» | اهورا ایمان   | علیرضا کهن دیری  | علیرضا کهن دیری  | ۴:۳۶  |
| ۴.         | «شانس»            | افشین یداللهی | پدرام کشتکار     | پدرام کشتکار     | ۴:۳۷  |
| ۵.         | «زشت و زیبا»      | اهورا ایمان   | احسان خواجه‌امیری | احسان خواجه‌امیری | ۴:۱۲  |
| ۶.         | «باور نمی‌کنم»     | افشین یداللهی | احسان خواجه‌امیری | احسان خواجه‌امیری | ۳:۲۶  |
| ۷.         | «تمومش کن»        | افشین یداللهی | احسان خواجه‌امیری | علی ثابت         | ۴:۴۳  |
| ۸.         | «جدایی»           | افشین یداللهی | احسان خواجه‌امیری | احسان خواجه‌امیری | ۴:۱۶  |
| ۹.         | «فصل بارونی»      | افشین یداللهی | پدرام کشتکار     | پدرام کشتکار     | ۳:۵۱  |
| ۱۰.        | «سلام آخر»        | اهورا ایمان   | علیرضا کهن دیری  | علیرضا کهن دیری  | ۶:۰۷  |
| مجموع مدت: | مجموع مدت:        | مجموع مدت:    | مجموع مدت:       | مجموع مدت:       | ۴۳:۵۵ |